# Irena Kocí
Irena Kocí (* 1974) je česká dramaturgyně a scenáristka.
Po absolvování ostravského Gymnázia Hladnov, vystudovala televizní a rozhlasovou dramaturgii a scenáristiku na JAMU v Brně.
S Českou televizí spolupracovala jako externí dramaturgyně a jako scenáristka napsala desítky scénářů k různým cyklům pro děti i dospělé (Záhady Toma Wizarda, Šikulové, Bydlení je hra, Za našima humny aj.). Scénář k celovečernímu hranému filmu Smečka (2020) o šikaně v dorosteneckém hokejovém týmu psala společně s režisérem Tomášem Polenským. V roce 2020 působí v Opavě na Filozoficko-přírodovědecké fakultě Slezské univerzity coby pedagožka scenáristiky a dramaturgie a zároveň vyučuje na Fakultě multimediálních komunikací Univerzity Tomáše Bati ve Zlíně, kde je vedoucí Ateliéru Audiovizuální tvorby.